# Neohybos longiventris
Neohybos longiventris är en tvåvingeart som beskrevs av Ale-rocha 2007. Neohybos longiventris ingår i släktet Neohybos och familjen puckeldansflugor.
Artens utbredningsområde är Peru. Inga underarter finns listade i Catalogue of Life.